# Deep Blue (computadora)
Deep Blue fue una supercomputadora desarrollada por el fabricante estadounidense IBM para jugar al ajedrez. Fue la primera que venció a un campeón del mundo vigente, Gary Kaspárov, con un ritmo de juego lento. Esto ocurrió el 10 de febrero de 1996, en una memorable partida. Sin embargo, Kaspárov ganó 3 y empató 2 de las siguientes partidas, derrotando a Deep Blue por 4-2. El encuentro concluyó el 17 de febrero de 1996.
Una nueva versión, llamada Deeper Blue (azul más oscuro) jugó de nuevo contra Kaspárov en mayo de 1997, ganando el encuentro a 6 partidas por 3½-2½, lo que lo convirtió en el primer ordenador en derrotar a un campeón del mundo vigente, en un encuentro con ritmo de juego de torneo estándar. El encuentro concluyó el 11 de mayo.
El sistema saca su fuerza de juego principalmente en la fuerza bruta que calcula el sistema central. Era una computadora de procesamiento masivamente paralelo basada en el RS/6000 con 30 nodos, cada uno con 30 microprocesadores P2SC de 120 MHz, ampliados con 480 procesadores VLSI de uso especial, especializados en ajedrez. Su programa de ajedrez fue escrito en lenguaje C y corrió bajo el sistema operativo AIX. Era capaz de calcular 200 millones de posiciones por segundo, dos veces más rápido que la versión de 1996. En junio de 1997, Deep Blue era el 259.º superordenador más potente, capaz de calcular 11,38 gigaflops, aunque toda esta potencia no estaba pensada en realidad para jugar al ajedrez.

## Nombre
Su nombre se podría traducir al español como «azul oscuro», «azul profundo» o «mar profundo». 
El nombre de esta computadora es un juego de palabras en el idioma original, ya que se emplea un algoritmo de inteligencia artificial de la familia Minimax. La fuerza de juego de estos programas de juego automático es mayor cuanto mayor sea la profundidad (número de movimientos futuros) que alcanza la exploración de soluciones, y por tanto mayor el número de nodos. De este modo, el nombre Deep Blue relaciona el azul (color corporativo de IBM) con la gran profundidad de exploración gracias a la potencia de su hardware.

## Críticas de Kaspárov
Las principales críticas por parte de Kaspárov tienen que ver con las actuaciones de IBM posteriores a los encuentros, especialmente después de la segunda partida. Kaspárov, con las piezas negras, planteó un sacrificio de peón suponiendo que, al igual que la mayoría de los programas de la época, sería aceptado por Deep Blue, lo que le daría la oportunidad de plantear un contraataque. Como Deep Blue no aceptó el sacrificio, Kaspárov supuso que la jugada le fue indicada por un operador humano.
Kaspárov solicitó después de la partida los registros escritos de los procesos de Deep Blue, la empresa IBM aceptó entregárselos tras el encuentro pero finalmente no lo hizo. Ante esta situación, Kaspárov denunció que el encuentro fue organizado solo con fines de propaganda y no científicos. Finalmente, Kaspárov desafió a la empresa IBM a presentar a Deep Blue en un torneo oficial:

"Yo personalmente les garantizo a todos los aquí presentes que si Deep Blue participa en ajedrez de competición, personalmente, repito, garantizo que le haré pedazos".

## Otras supercomputadoras ganadoras
En febrero de 2011, Watson, otro superordenador creado por IBM, logró ganar una competición de tres días jugando al programa televisivo Jeopardy en el que derrotó a los dos máximos campeones en la historia del programa. A diferencia de Deep Blue, Watson debió ser programada con una vasta cantidad de información, y con un motor de inteligencia artificial capaz de decidir por sí mismo la respuesta más acertada a cada pregunta del programa.